# A Fugitive from Matrimony
A Fugitive from Matrimony è un film muto del 1919 diretto da Henry King. La sceneggiatura è tratta da un soggetto cinematografico di Fred Myton.

## Produzione
Il film fu prodotto dalla Jesse D. Hampton Productions.

## Distribuzione
Distribuito dalla Robertson-Cole Distributing Corporation e dalla Exhibitors Mutual Distributing Company, il film uscì nelle sale cinematografiche USA il 23 novembre 1919. Venne distribuito anche in Portogallo il 24 dicembre 1924 con il titolo Fugindo ao Casamento.